# Camponotus laotsei
Camponotus laotsei is een mierensoort uit de onderfamilie van de schubmieren (Formicinae). De wetenschappelijke naam van de soort is voor het eerst geldig gepubliceerd in 1921 door Wheeler, W.M..